# زنگی‌دارو
زَنگی‌دارو گیاهی است از دسته سرخس‌گیان، از ردهٔ بسپایک‌ها، راستهٔ بسپایک‌ها، از تیره، سپرزدارویان. که در جنگل‌های شمال ایران هم می‌روید و مصارف زینتی دارد.
زنگی‌دارو بیشتر در سنگلاخ‌ها می‌روید و برگ آن شبیه‌است به برگ بسپایک و سوی زیرین برگ آن سرخ‌رنگ است. در پزشکی سنتی ایران سرشت این گیاه را گرم و خشک دانسته‌اند و آن را زایل‌کننده سپرز توصیف کرده‌اند.
زنگی‌دارو گیاهی است پایا و دارای ساقه زیرزمینی کوتاه و نامنظم و برگ‌هایی به درازای ۲۰ تا ۴۰ سانتیمتر و به پهنای ۴ تا ۵ سانتیمتر با دمبرگ کوتاه و پوشیده از کرک. این گیاه در کناره چشمه‌ها و دیواره چاه‌هاو اماکن سایه‌دار می‌روید و قسمت مورد استفاده، برگهای آن است که بویی به نسبت مطبوع و طعمی ملایم دارد. ساقه زیرین آن ضخیم است و در درمان به عنوان قابض و ادرارآور بکار می‌رود.
ساقه زیرزمینی این سرخس پوشیده از بازمانده‌های پوسیده برگ‌های قبلی است. حلقه مکانیکی هاگدان در این سرخس ناقص است.
زنگی‌دارو گیاهی معمولی در اروپا است ولی در آمریکای شمالی کم دیده می‌شود. گونهٔ آمریکای شمالی آن چهارلاد است در حالی که گونه اروپایی آن دولاد می‌باشد.
گونه‌ای از آن با نام علمی A. scolopendrium var. lindenii در جنوب مکزیک و هیسپانیولا می‌روید.

## نگارخانه

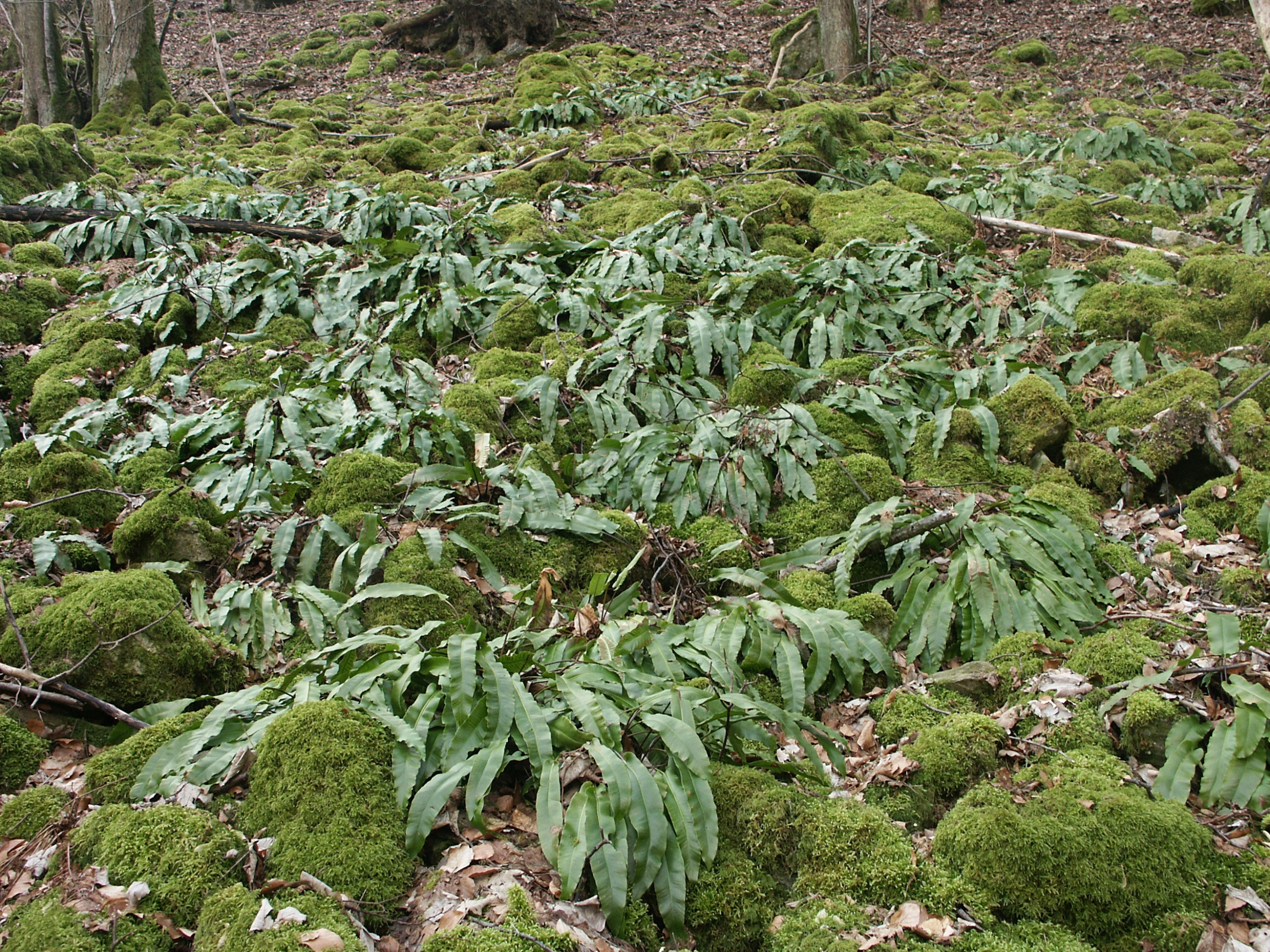
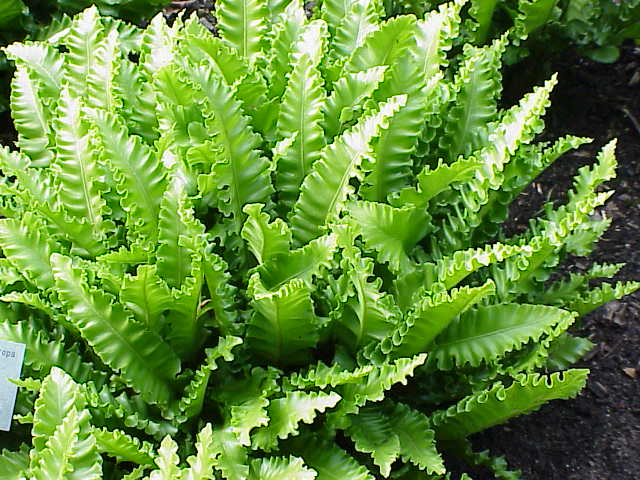
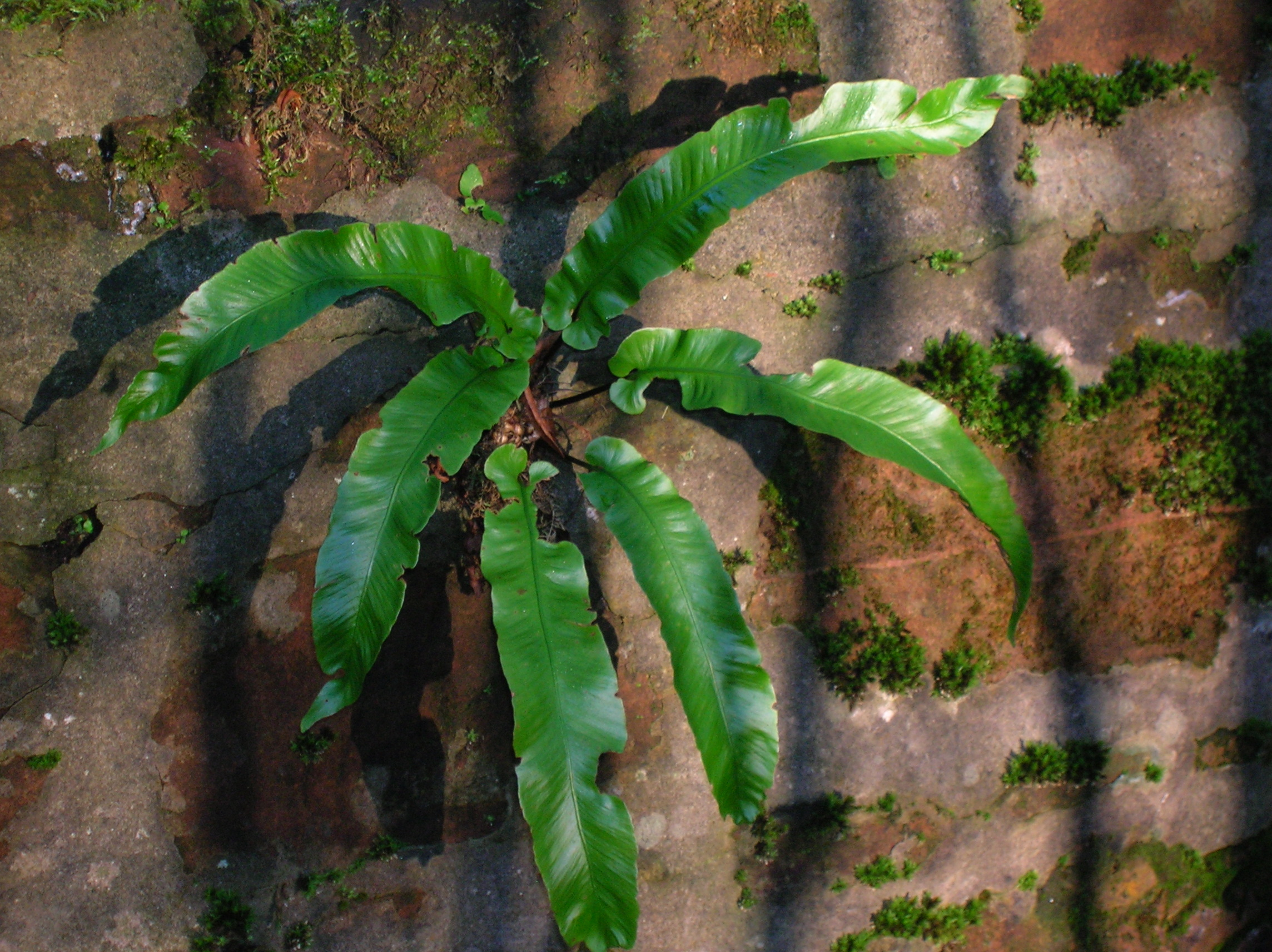
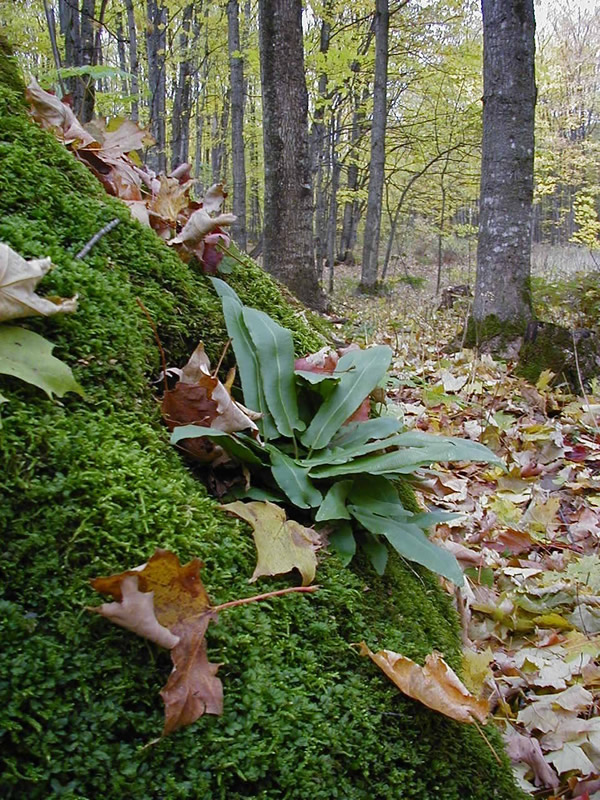